# HESA Saeqeh
HESA Saeqeh (перс. صاعقه‎ — удар молнии) иранский многоцелевой одноместный истребитель-перехватчик, разработанный HESA, ВВС Ирана и министерством обороны Ирана в 2007 году.

## История
Saeqeh является развитием истребителя HESA Azarakhsh. Эти самолёты созданы на базе разработанного в 1970-х годах американского истребителя F-5E «Тайгер» II, который в свою очередь был разработан на основе созданного в конце 1950-х Нортроп T-38 «Тэлон», учебного двухместного сверхзвукового реактивного самолёта.
Строительство самолёта Saeqeh было начато в 2001 году. Первый прототип поднялся в воздух в 2004 году и стал действующей боевой единицей в 2006 году. Первая эскадрилья истребителей была принята в военно-воздушные силы Ирана в сентябре 2009 года. В 2013 году иранские ВВС имели пять самолётов этого типа. Планировалось увеличить это число до 24 машин.

## Состоит на вооружении
Вооружённые силы Исламской республики Иран

## Тактико-технические характеристики
- Экипаж: 1 человек
- Длина: 15.89 м
- Размах крыла: 8.13 м
- Высота: 4,08 м
- Площадь крыла: 17,3 м²
- Угол стреловидности крыла: 24°
- Масса:
  - пустого: 4,400 кг
  - максимальная взлетная масса: 9,000 кг
- Двигатель: 2 турбореактивных двигателя

## Лётные характеристики
- Скорость: 1,6 маха (1700 км/ч)
- Дальность полета: 3000 км
- Практический потолок: 16000 м
- Скороподъемность: 175 м

## Вооружение
- Пушечное: 2*20мм автоматические пушки M39A2, c боекомплектом в 2*280 зарядов
- Узлов подвески вооружения: 7 (2 на законцовках крыла, 4 под крылом и 1 под фюзеляжем)
- Боевая нагрузка: 2180 кг

## Операторы
ВВС Ирана, до 6 ед на 2019 год